# Біофізична хімія
Біофізична хімія займається межовими проблемами між біохімією, фізичною хімією, біофізикою та фізикою. Теми, якими займається біофізична хімія, важко звузити. Він розглядає закони та механізми in vitro або in vivo, з одного боку, відтворюючи біологічні процеси «в пробірці», а з іншого боку, досліджуючи їх безпосередньо в організмі. Основна увага часто приділяється хімічній кінетиці, тобто швидкості, з якою відбуваються біологічні процеси, або їх термодинаміці, тобто енергетичному розгляду. Однак він часто поширюється на сфери класичної хімії, біології, фізики чи медицини. Розрізнення внаслідок комплексності питань часто важко зробити.